# Ineke Mennen
Ineke Mennen (vollständiger Name: Catharina Henrica Elisabeth Mennen; * 1960) ist eine niederländische Phonetikerin und Phonologin.

## Leben
Nach der Promotion 1999 zum Ph.D. (Second language acquisition of intonation. The case of Dutch near-native speakers of Greek) an der University of Edinburgh war sie Inhaberin des Lehrstuhls für Bilingualismus und Linguistik am Institut für Linguistik und Englische Sprache/Zentrum für Bilingualismus an der Bangor University. Seit 2015 ist sie Professorin für Angewandte Englische Sprachwissenschaft am Institut für Anglistik an der Universität Graz.